# 耶姆特蘭
耶姆特蘭（瑞典語：Jämtland，瑞典語：[ˈjɛ̌mːtland] ⓘ）是位於瑞典北部，諾爾蘭地方的一個舊省。與翁厄曼蘭、海里耶達倫、梅代爾帕德、拉普蘭和挪威陸上相鄰。

## 外部連結
- 耶姆特蘭